# El Escorial, Madrid
El Escorial (spanskt uttal: [el eskoˈɾjal]) är en stad och kommun i den autonoma regionen Madrid i centrala Spanien. Staden ligger cirka 40,5 kilometer nordväst om centrala Madrid. Kommunen har 17 176 invånare (2024), på en yta av 68,75 km².

## Historia
Namnet på samhället kommer från spanskans escoria som betyder "slagg" och syftar på lämningar från en lokal gruva.
Trots eventuella romerska minnen i området ligger dess ursprung mellan 1000- och 1100-talen, då erövringen av Toledo år 1085 gjorde det möjligt att förstärka befolkningskärnorna norr om Sierra de Guadarrama och i början av reconquistan även de sydliga sluttningarna. Återbesättningen, som i början skedde spontant och med personer från Baskien, Navarra, León och Burgos, reglerades av Segovias ledning i slutet av 1200-talet som också genomförde organisationen av territoriet. Således kom området att tillhöra Casarrubios sexmo , en av indelningarna i Comunidad de ciudad y tierra de Segovia (”Stad och landsbygd i Segovia”).
Filip II bestämde sig 1561 för att i området uppföra ett kloster till ära för San Lorenzo (Real Monasterio de San Lorenzo de El Escorial). För detta ändamål förvärvade han flera markområden såsom La Herrería, La Fresneda, El Campillo och Monesterio som tillsammans med El Escorial skulle tillgodose behoven för munkarna och för hovet. Stadsbebyggelsen fick genom kungligt dekret 1565 titeln Villa, upphörde att vara beroende av Segovia och lades i stället under kungens överhöghet (realengo), samtidigt som det genomgick en djupgående urban omvandling. Redan i mitten av 1800-talet, inför det kungliga entouragets efterfrågan på tjänster och bostäder, togs de första stegen för vad som skulle bli ett nytt befolkningscentrum intill klostret och som senare skulle bli San Lorenzo de El Escorial, som slutligen 1792 avskildes från El Escorial efter beslut av Karl IV.
I början av 1800-talet, i samband med spanska självständighetskriget, utsattes staden för kraftfulla vedergällningar på grund av stadens motstånd mot fransmännens invasion. Tack vare detta uppträdande fick staden titeln ”Lojal” beviljad av Ferdinand VII den 8 augusti 1815. Även om den traditionellt huvudsakliga näringen varit boskap, upplevde staden på 1800-talet, tack vare ankomsten av järnväg 1861, viss industriell framgång, bland annat med chokladfabriken Chocolates Matías López. Till boskapsskötseln tillkom sedan under 1900-talet handel och turism, vilka idag utgör de huvudsakliga ekonomiska näringarna.

## Kultur och sevärdheter
Kommunens mest representativa fester är San Sebastian som firas tillsammans med kommunen San Lorenzo de El Escorial och skyddshelgonfestivalen till minne av aposteln San Bernabé. Under San Bernabé-firandet äger industri- och hantverksmässan för Sierra de Guadarrama rum och även pilgrimsvandringen till stadens skyddshelgon Nuestra Señora de la Herrería.
Turismen bygger på naturskyddsområdet Paraje pintoresco del Pinar de Abantos y Zona de La Herrería som huvudattraktion och kommunens historiska konstnärliga arv, där San Bernabé-kyrkan märks, listad som kulturellt intresse 1983, och flera platser som ingår i San Lorenzo de El Escorial och slottet Real Monasterio de San Lorenzo de El Escorial, bland dem Monasterio de Prestado, La Granjilla de La Fresneda, Casa-fuerte de El Campillo och Casita del Príncipe, spanskt kulturintresse sedan 1992 och även världsarv - tillsammans med klostret och Casita del Infante - sedan 1984.
I stadens utkanter finns det nationella minnesmonumentet Valle de los Caídos.